# Urs Jaeggi
Pour les articles homonymes, voir Jaeggi.
Urs Jaeggi, né le 23 juin 1931 à Soleure (Suisse) et mort le 13 février 2021 à Berlin,, est un sociologue, écrivain et artiste visuel suisse.

## Biographie
Urs Jaeggi a professé à l'Université libre de Berlin, l'université de Berne et l'université de la Ruhr à Bochum.

## Œuvres
- 1978 : Brandeis, roman, Luchterhand, Darmstadt •  (ISBN 978-3-47286-463-9)
- 2010 : Eudora, roman, Huber Verlag, Zurich •  (ISBN 978-3-71931-543-6)
- 2019 : Foliesophie, essai, coll. Po&psy, 696 p., Éditions Érès, Toulouse •  (ISBN 978-2-74926-384-7)

## Récompenses et distinctions
- 1981 : Prix Ingeborg-Bachmann pour Ruth